# Semebat
Semebat (baskisch ‚ein Sohn‘) ist eine sortengeschützte Rotweinsorte.
Es handelt sich um eine Neuzüchtung des INRA in Bordeaux unter der Leitung des Basken Durquéty im Jahr 1956. Durquéty kreuzte dazu die Rebsorten Baroque und Malbec. Pierre Marcel Durquety realisierte zwischen 1950 und 1980 etliche Neuzüchtungen, von denen sieben Rebsorten den Sortenschutz erhielten. Dazu gehören die vier Rotweinsorten Arinarnoa, Egiodola, Ekigaïna und Semebat sowie die drei Weißweinsorten Arriloba, Liliorila und Perdea.
Semebat wird in Frankreich nur selten angebaut. Die Rebsorte ergibt einen fruchtigen Wein intensiver Farbe. Seit dem Jahr 1985 ist die Sorte für den gewerblichen Anbau in der Weinbauregion Sud-Ouest zugelassen. Bislang wurde ein Klon mit der Nummer 746 selektioniert. Semebat ist eine Varietät der Edlen Weinrebe (Vitis vinifera). Sie besitzt zwittrige Blüten und ist somit selbstfruchtend. Beim Weinbau wird der ökonomische Nachteil vermieden, keinen Ertrag liefernde, männliche Pflanzen anbauen zu müssen
Semebat reift etwa 20 – 25 Tage nach dem Gutedel.